# Judo ai X Giochi del Mediterraneo
La seguente pagina illustra i risultati del judo ai X Giochi del Mediterraneo. Va tenuto presente che in tale edizione si sono disputate solo gare maschili.

## Podi

### Uomini
| Evento                            | Oro                 | Argento           | Bronzo                               |
| fino a 60 kg (pesi super-leggeri) | Patrick Roux        | Haldun Efemgil    | Hakim A. Harkat Girolamo Giovinazzo  |
| fino a 65 kg (pesi mezzo-leggeri) | Meziane Dahmani     | Yahya Alrichi     | Francesco Lorenzo Jean-Pierre Hansen |
| fino a 71 kg (pesi leggeri)       | Ezio Gamba          | Richard Melillo   | Joaquín Ruiz Alpasian Ayan           |
| fino a 78 kg (pesi medio-leggeri) | Jean-Michel Berthet | Victorin Gonzalez | Giorgio Vismara Filip Lescak         |
| fino a 86 kg (pesi medi)          | Fabien Canu         | Walter Argentin   | Miguel Almeida Ivan Todorov          |
| fino a 95 kg (pesi medio-massimi) | Roger Vachon        | Slavko Stanisic   | Juri Fazi Ahmed Barbach              |
| oltre 95 kg (pesi massimi)        | Mohamed Rashwab     | Christian Vachon  | Bechir Khiar Dragan Kusmuk           |
| Tutte le categorie                | Mohamed Rashwab     | Christian Vachon  | Stefano Venturelli Bechir Khiar      |

## Medagliere
| Posizione | Paese      |   |   |    | Totale |
| --------- | ---------- | - | - | -- | ------ |
| 1         | Francia    | 4 | 3 | 1  | 8      |
| 2         | Egitto     | 2 | 0 | 0  | 2      |
| 3         | Italia     | 1 | 1 | 5  | 7      |
| 4         | Algeria    | 1 | 0 | 1  | 2      |
| 5         | Jugoslavia | 0 | 1 | 3  | 4      |
| 6         | Spagna     | 0 | 1 | 2  | 3      |
| 7         | Turchia    | 0 | 1 | 1  | 2      |
| 8         | Siria      | 0 | 1 | 0  | 1      |
| 9         | Tunisia    | 0 | 0 | 2  | 2      |
| 10        | Marocco    | 0 | 0 | 1  | 1      |
| Totale    | Totale     | 8 | 8 | 16 | 32     |